# Маков (Словаччина)
Маков (словац. Makov) — село в окрузі Чадця Жилінського краю Словаччини. Станом на січень 2017 року в селі проживало 1796 людей.

## Географія
Протікає потік Троячка.

## Населення
| Рік:            | 1994. | 2004.   | 2014.   | 2024.   |
| --------------- | ----- | ------- | ------- | ------- |
| Кількість осіб: | 1974  | 1905    | 1769    | 1662    |
| Різниця:        |       | -3,49 % | -7,13 % | -6,04 % |

| Рік:            | 2023. | 2024.   |
| --------------- | ----- | ------- |
| Кількість осіб: | 1678  | 1662    |
| Різниця:        |       | -0,95 % |